# Amblonoxia riversi
Amblonoxia riversi är en skalbaggsart som beskrevs av Thomas Casey 1895. Amblonoxia riversi ingår i släktet Amblonoxia och familjen Melolonthidae. Inga underarter finns listade i Catalogue of Life.